# Charlotte Bergemann
Charlotte Bergemann, geborene Koerber, verwitwete Eisinger (* 25. Oktober 1915 in Cottbus; † 1. November 2002 in Berlin), war ab 1930 Mitglied der SPD und der SAJ. Während der Zeit des Nationalsozialismus war sie in der Widerstandsgruppe Neu Beginnen aktiv und von 1966 bis 1974 Mitglied des Abgeordnetenhauses von Berlin. 

## Leben
Charlotte Bergemann arbeitete nach der Volksschule als Verkäuferin und Kontoristin. Sie gehörte ab 1930 zur SAJ am Arnimplatz, wo sie ihren ersten Mann Walter Eisinger (1910–1941) kennenlernte. Zusammen waren sie mit Erich R. Schmidt und Kurt Mattick in der Widerstandsgruppe Neu Beginnen aktiv und stellten ihre Wohnung in der Finnländischen Straße im Prenzlauer Berg für illegale Treffen zur Verfügung. Im Herbst 1935 wurden Mitglieder der Gruppe verhaftet, das Ehepaar Eisinger wurde jedoch nicht enttarnt. Walter Eisinger fiel 1941 in Skandinavien. 
Nach dem Krieg war Charlotte Bergemann im Wedding für die SPD politisch aktiv. Sie war von 1962 bis 1963 Mitglied der Bezirksverordnetenversammlung Wedding. Von 1966 bis 1974 gehörte sie dem Abgeordnetenhaus von Berlin an.

## Privates
Charlotte Bergemann, geborene Koerber heiratete 1938 ihren ersten Mann Walter Eisinger, der 1941 in Skandinavien fiel. Nach dem Krieg heiratete sie Heinz Bergemann (1923–1967), der u. a. Kreisvorsitzender der SPD im Wedding und Stadtrat war. 